# Les Ballets Trockadero de Monte Carlo
Pour les articles homonymes, voir Trocadéro.

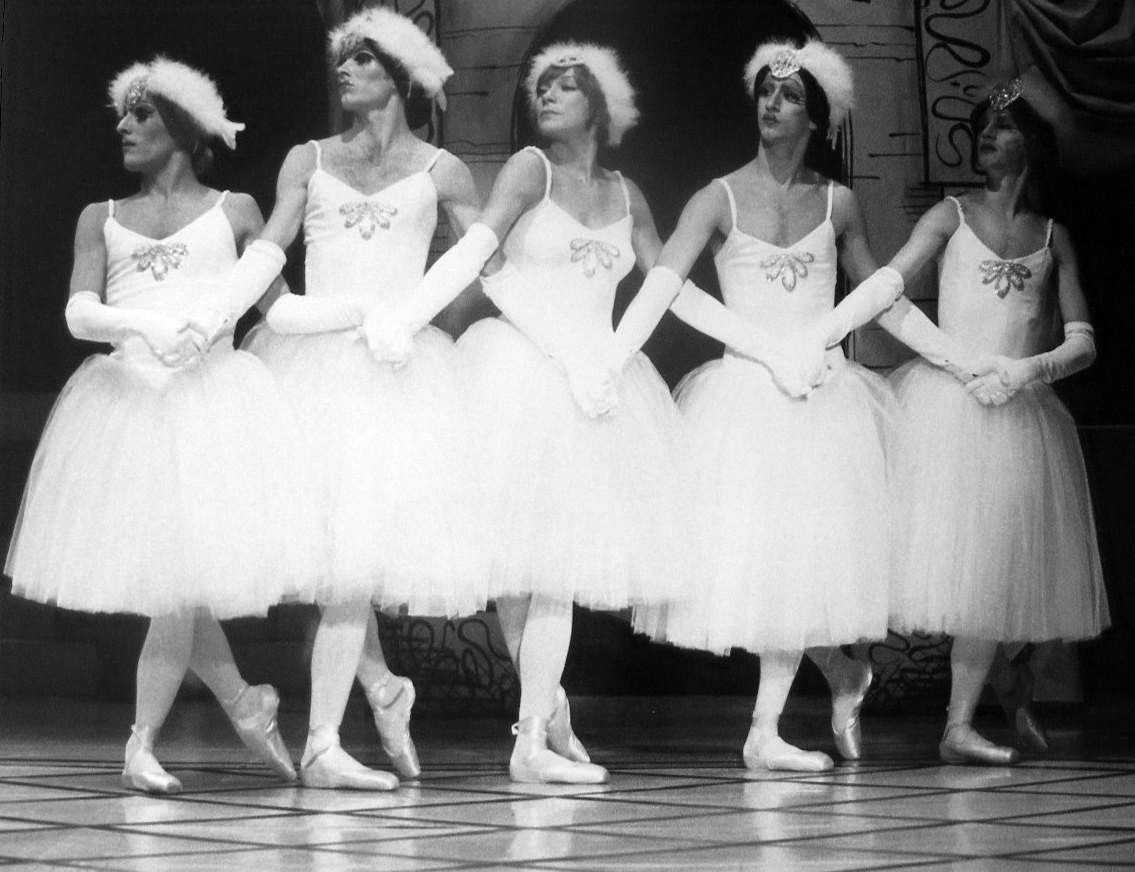
Shirley MacLaine au centre et les Ballets Trockadero de Monte Carlo, 1977.

Les Ballets Trockadero de Monte Carlo est une compagnie de ballet créée à New York en 1974 par un groupe de danseurs classiques américains désireux de présenter le répertoire académique au second degré, de manière ludique et humoristique.
La compagnie, dont le nom est un clin d'œil aux Ballets de Monte-Carlo, est composée uniquement d'hommes qui interprètent tous les grands rôles féminins du ballet romantique. Pastichant les grands solos des Plisetskaya, Pavlova, Margot Fonteyn ou Alicia Alonso, les danseurs incarnent les divas du chausson dans la mort du cygne, Giselle, Casse-noisette, le pas de deux de Don Quichotte ou celui de La Belle au bois dormant.
Les spectacles de ce ballet allient 'humour et maîtrise de la technique de la danse classique sur pointes.
La compagnie voyage dans le monde entier et a donné des représentations dans plus de 400 villes, dont une centaine en Europe. Elle est également renommée pour ses prises de positions en faveur de la lutte contre le sida.